# Peter Wittmann

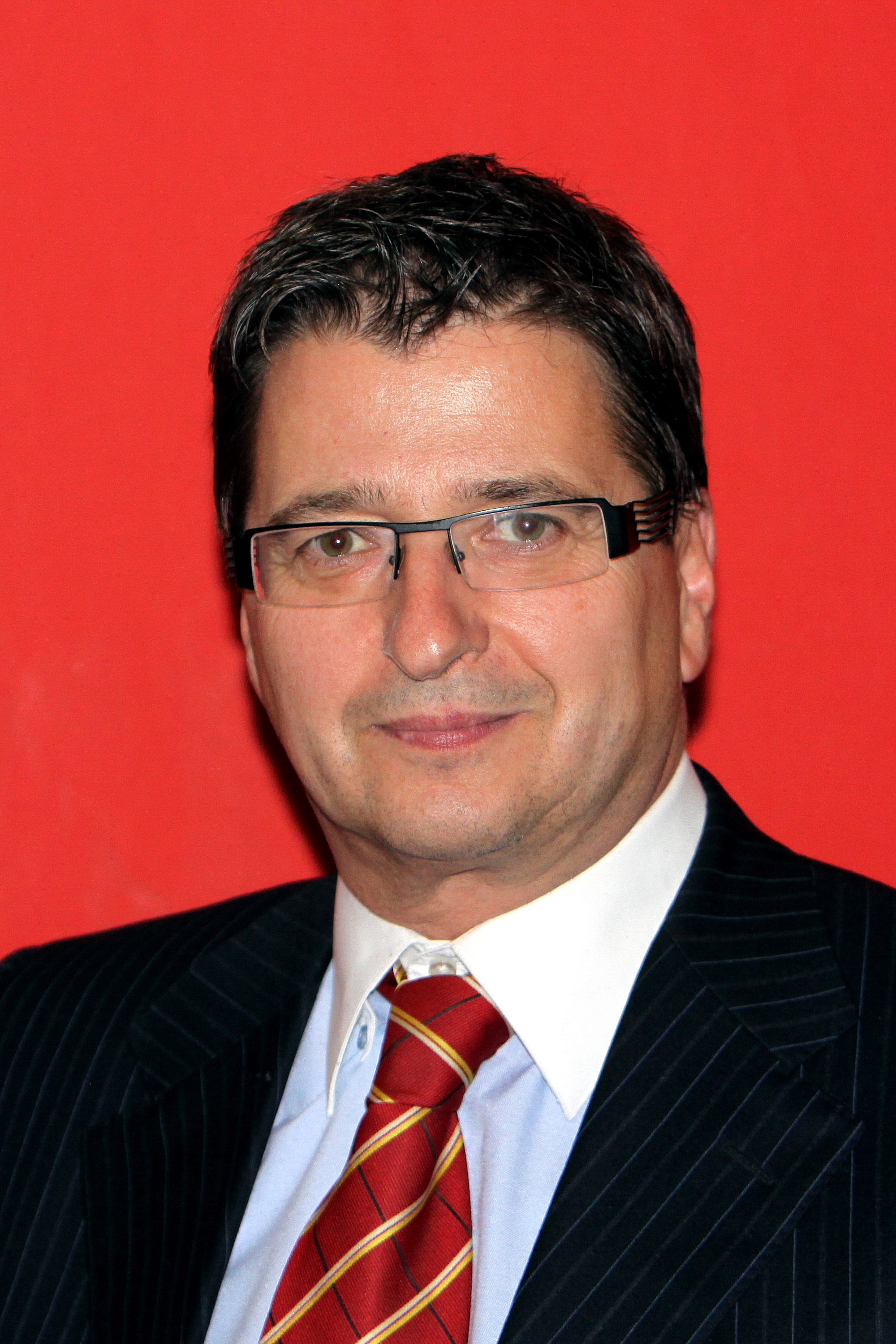
Peter Wittmann (2010)

Peter Wittmann (* 8. März 1957 in Wiener Neustadt) ist ein österreichischer Politiker (SPÖ). Von 1993 bis 1997 war er Bürgermeister von Wiener Neustadt, von 1997 bis 2000 Staatssekretär im Bundeskanzleramt und von 2000 bis 2019 Abgeordneter zum Nationalrat.

## Leben
Peter Wittmann besuchte das Bundesgymnasium Babenbergerring in Wiener Neustadt (1967–1975) und absolvierte ein Jus-Studium an der Universität Wien (Promotion 1980). 1981/1982 absolvierte er ein Sprachstudium in China. Seit 1987 ist er als Rechtsanwalt tätig.
Seine politische Laufbahn begann Wittmann im Gemeinderat von Wiener Neustadt, von 1993 bis 1997 war er Bürgermeister. Von 1997 bis 2000 war er als Staatssekretär im Bundeskanzleramt für Europa, Kunst und Sport tätig. Ab dem 24. Februar 2000 war er Abgeordneter zum Nationalrat und fungierte als Verfassungssprecher der SPÖ.
Im Zuge der Liederbuchaffäre im Vorfeld der niederösterreichischen Landtagswahl 2018 wurde bekannt, dass Wittmann Kontakte zur Burschenschaft Germania unterhalten und in seiner Zeit als Bürgermeister Wiener Neustadts die Burschenschaft zu einem Liederabend anlässlich der 800-Jahr-Feierlichkeiten der Stadt geladen hatte. Im gleichen Jahr wurde ihm auch ein "Gedenkstein" von der Burschenschaft überreicht. Die ÖVP forderte aufgrund dieser Verbindungen und einer angeblichen Lüge Wittmanns im Zusammenhang mit einem hohen Stadtbeamten und SPÖ-Mitglied, gegen den nach dem NS-Verbotsgesetz ermittelt wird, den Rücktritt Wittmanns. Nach der Nationalratswahl 2019 schied er aus dem Nationalrat aus.
Wittmann ist geschieden und hat zwei Töchter.

## Auszeichnungen (Auszug)
- Großes Silbernes Ehrenzeichen am Bande für Verdienste um die Republik Österreich[5] (2000)